# Jerome Bixby
Drexel Jerome Lewis Bixby  (n. 11 ianuarie 1923, Los Angeles, California, SUA – d. 28 aprilie 1998, San Bernardino, California, SUA) a fost un scriitor american de povestiri scurte și scenarist. A scris în 1953 povestirea  "It's a Good Life" care a fost ecranizată în 1961 ca un episod al serialului original The Twilight Zone și care a fost inclusă în Twilight Zone: The Movie (1983). A scris patru episoade ale seriei originale Star Trek: "Mirror, Mirror", "Day of the Dove", "Requiem for Methuselah" și "By Any Other Name". Cu Otto Klement, a scris povestirea pe care s-au bazat filmul științifico-fantastic Fantastic Voyage (1966), seria TV și romanul lui Isaac Asimov. Ultima lucrare a lui Jerome Bixby a fost scenariul filmului SF din 2007, The Man from Earth.
El a scris pe lângă povestiri SF, lucrări western sub pseudonimele Jay Lewis Bixby, D. B. Lewis, Harry Neal, Albert Russell, J. Russell, M. St. Vivant, Thornecliff Herrick sau Alger Rome (pentru o colaborare cu Algis Budrys).

## Lucrări scrise

### Antologii
- Devil's Scrapbook (1964; retipărită sub denumirea Call for an Exorcist 1974)
- Space by the Tale (1964)
- Mirror Mirror: Classic SF by the Famed Star Trek and Fantastic Voyage Writer (2014)

### Povestiri
- "Tubemonkey" (1949)
- "And All for One" (1950)
- "The Crowded Colony" (1950) [ca Jay B. Drexel]
- "Cargo to Callisto" (1950) [ca Jay B. Drexel]
- "The Whip" (1951) [ca Jerome D. Bixby]
- "Vengeance on Mars" (1951) [ca D. B. Lewis]
- "Page and Player" (1952) [ca Harry Neal]
- "Ev" (1952) cu Raymond Z. Gallun
- "Nightride and Sunrise" (1952) cu James Blish [ca  Jerome Bixby]
- "The Second Ship" (1952)
- "Sort of Like a Flower" (1952)
- "Angels in the Jets" (1952)
- "Zen" (1952)
- "It's a Good Life" (1953)
- "The Slizzers" (1953)
- "Share Alike" (1953) cu Joe E. Dean
- "Can Such Beauty Be?" (1953)
- "The Monster" (1953)
- "Underestimation" (1953) cu Algis Budrys [ca Alger Rome]
- "Where There's Hope" (1953)
- "One Way Street" (1953)
- "Little Boy" (1954) [ca Harry Neal]
- "The Holes Around Mars" (1954)
- "The Good Dog" (1954)
- "Halfway to Hell" (1954)
- "The Draw" (1954)
- "The Young One" (1954)
- "Small War" (1954)
- "Mirror, Mirror" (1954)
- "For Little George" (1954) [ca J. B. Drexel]
- "The Battle of the Bells" (1954)
- "The Murder-Con" (1954)
- "Our Town" (1955)
- "Laboratory" (1955)
- "Trace" (1961)
- "The Magic Typewriter" (1963)
- "The Bad Life" (1963)
- "The God-Plllnk" (1963)
- "The Best Lover in Hell" (1964)
- "Lust in Stone" (1964)
- "Sin Wager" (1964)
- "Kiss of Blood" (1964)
- "The Marquis' Magic Potion" (1964)
- "Natural History of the Kley" (1964)
- "The Magic Potion" (1976)

### Romane
- Day of the Dove (1978)

## Filmografie
Episoade Star Trek
- "Mirror, Mirror" (1967) (scenarist)
- "By Any Other Name" (1968) (poveste)
- "Day of the Dove" (1968) (scenarist)
- "Requiem for Methuselah" (1969) (scenarist)

Episoade Men into Space
- "Is There Another Civilization?" (1960) (scenarist)

Povestea It's a Good Life pentru franciza Twilight Zone
- "It's a Good Life" (1961) (povestire scurtă)
- Al treilea segment ("It's a Good Life"), Twilight Zone: The Movie (1983) (povestire)
- "It's Still a Good Life" (seria din 2002) (bazat pe personaje create de el)

Filme
- Curse of the Faceless Man (1958) (scenarist)
- It! The Terror from Beyond Space (1958) (scenarist)
- Rampage (1963) (poveste)
- Fantastic Voyage (1966) (poveste)
- The Man From Earth (2007) (scenarist)
- The Man From Earth: Holocene (2018) (bazat pe personaje create de el)